# Gaston Legrand
Louis Joseph Gaston Legrand (ur. 12 lipca 1851 w Paryżu, zm. 2 marca 1905 tamże) – francuski strzelec, olimpijczyk.
Brał udział w Letnich Igrzyskach Olimpijskich 1900. Startował tylko w trapie, w którym zajął 19. miejsce.

## Wyniki olimpijskie
| Igrzyska | Konkurencja | Wynik       | Miejsce | Źródło |
| -------- | ----------- | ----------- | ------- | ------ |
| IO 1900  | Trap        | Brak danych | 19      | [ 2 ]  |